# Goshen (Indiana)
Goshen – miasto (city), ośrodek administracyjny hrabstwa Elkhart, w północnej części stanu Indiana, w Stanach Zjednoczonych, położone nad rzeką Elkhart.

## Demografia
W 2013 roku miasto liczyło 32 219 mieszkańców. W 2023 roku liczba mieszkańców wzrosła do 34 355 osób, a gęstość zaludnienia przekroczyła 738 osób/km².

## Historia
Pierwsi osadnicy przybyli tu w latach 1828-1830, formalne założenie miasta nastąpiło w 1854 roku. Nazwa miasta pochodzi od biblijnej krainy Goszen. Goshen zamieszkuje znaczna społeczność Amiszów i Mennonitów. W mieście znajduje się założona w 1894 roku uczelnia Goshen College.